# Iglesia de Santa María de la Victoria
La iglesia de Santa María de la Victoria (en italiano: Santa María della Vittoria) es una pequeña basílica de Roma (Italia), erigida en la Via XX Settembre.
La Orden de los Carmelitas Descalzos obtuvo un breve apostólico del papa Paulo V para edificar conventos en cualquier parte de la Cristiandad y este fue el primero que fundaron  en la última parte del monte Quirinal el año de 1606.

## Historia
La iglesia se fundó en 1605 como una capilla dedicada a san Pablo para los Carmelitas Descalzos. La propia orden dotó de fondos a la obra del edificio hasta el descubrimiento en las excavaciones de la escultura conocida como el Hermafrodita Borghese. Scipione Borghese se apropió de ella, pero a cambio, y quizá para compensar su pérdida de influencia debido a la muerte de su tío y patrón, financió el resto de la obra de la fachada y prestó a la orden a su arquitecto, Giovanni Battista Soria. Estas concesiones, sin embargo, sólo se llevaron a efecto en 1624, aunque la obra se acabó dos años más tarde.
Después de la victoria católica en la batalla de la Montaña Blanca en 1620, que hizo retroceder la Reforma en Bohemia, la iglesia fue consagrada de nuevo a la Virgen María. Una imagen maltrecha había sido recuperada del ámbito de aquella batalla por Fray Domingo de Jesús María, de dicha Orden, de las ruinas de la casa de campo de un noble cristiano bohemio, a la cual se le atribuyó la victoria, llamándola Santa María de la Victoria. La imagen fue llevada a Roma por Fray Domingo, depositándose en Santa María la Mayor en presencia de Gregorio XV.
El nombre de Santa María de la Victoria, se dio ulteriormente, en conmemoración por haber reconquistado el emperador Fernando I la ciudad de Praga en 1671. Estandartes turcos capturados en el Sitio de Viena de 1683 cuelgan en la iglesia, como parte de este tema victorioso.

## Vista general

### Arquitectura

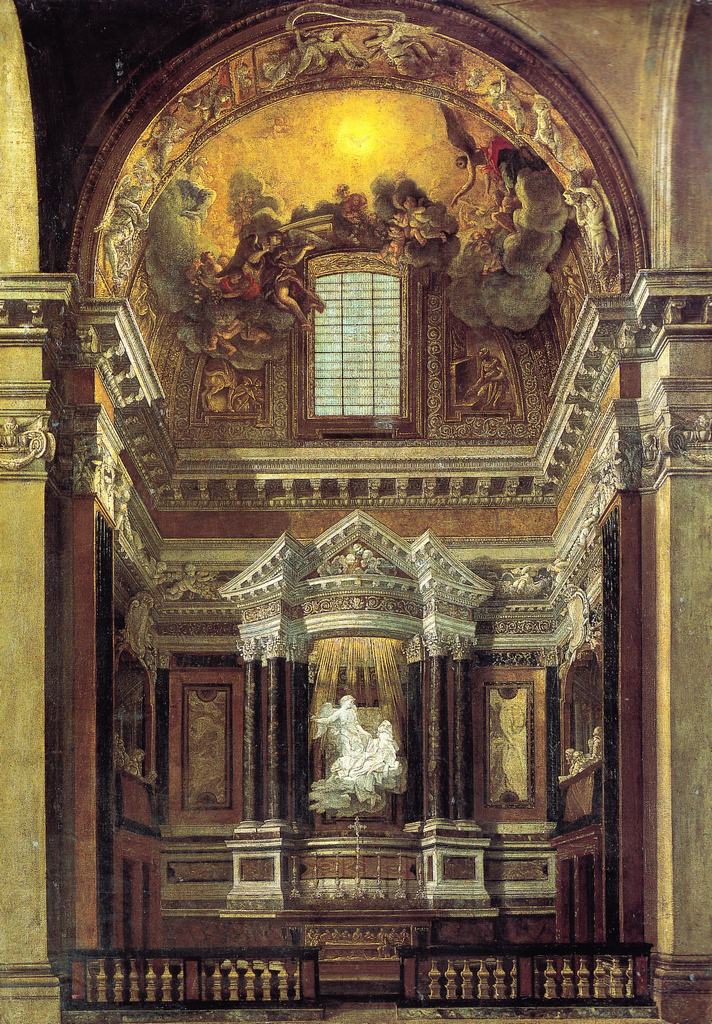
La capilla Cornaro, con el Éxtasis de santa Teresa de Bernini presidiendo el altar, representada en una pintura de Guido Ubaldo Abbatini, 1652 (Staatliche Museum, Schwerin).

La iglesia es la única edificación diseñada y completada por el arquitecto del Barroco temprano, Carlo Maderno, aunque el interior padeció un fuego en 1833 y requirió una restauración. Su fachada, sin embargo, fue erigida por Soria en vida de Maderno (1624-1626), mostrando la inconfundible influencia de la cercana Santa Susanna de Maderno.
Su interior tiene una sola nave, amplia, bajo una bóveda segmentada baja, con tres capillas laterales interconectadas detrás de arcos separados por colosales pilastras corintias con capiteles dorados que apoyan un rico entablamento. Revestimientos de mármol que contrastan entre sí están enriquecidos con ángeles y putti de estuco blanco y dorado en bulto redondo. El interior fue enriquecido progresivamente después de la muerte de Maderno; su bóveda fue pintada al fresco en 1663 con temas triunfales dentro de compartimentos con marcos ficticios: La Virgen María triunfa sobre la Herejía y Caída de los ángeles rebeldes ejecutados por Giovanni Domenico Cerrini.

### Obras
Sin duda, parte de la fama de este templo se debe a albergar una de las obras maestras del Barroco, la capilla Cornaro, espectacular y teatral espacio presidido por el grupo escultórico que representa el Éxtasis de Santa Teresa, de Gian Lorenzo Bernini, quizá la obra más conocida de este autor en el campo de la escultura. En la capilla situada frente a esta, dedicada a san José, se encuentra un grupo escultórico que representa el tema del Sueño de San José, obra del escultor Domenico Guidi, que se inspira en la obra de Bernini delante de la cual se halla.

## Tituli
Santa María de la Victoria es una iglesia titular. El cardenal presbítero del Titulus S. Mariae de Victoria era el cardenal Giuseppe Caprio hasta su muerte en octubre de 2005. El 24 de marzo de 2006, el papa Benedicto XVI elevó a Seán Patrick O'Malley al titulus.